# Cloroacetaldehído
El cloroacetaldehído (también llamado monocloroacetaldehído, cloroetanal, o aldehído cloroacético) es un compuesto organoclorado del grupo de los aldehídos que tiene un solo carbonilo de fórmula ClCH2CHO.
No suele encontrarse en forma anhidra, pero sí como un hemiacetal. 
Es un metabolito del antineoplásico ifosfamida y se cree que es el responsable de una parte de la toxicidad que produce la ifosfamida.

## Propiedades físicas
Es un líquido incoloro con un olor penetrante.

## Obtención
El cloroacetaldehído se obtuvo por primera vez a partir de cloruro de vinilo y ácido hipocloroso con la presencia de óxido mercúrico. Más adelante se usó la descomposición de acetales clorados con ácido oxálico para obtener cloroacetaldehído y después la síntesis a partir de cloruro de vinilo y agua clorada (con la que se obtiene cloroacetaldehído hidratado):
{\displaystyle {\mathsf {ClCH{\text{=}}CH_{2}+Cl_{2}+H_{2}O\rightarrow ClCH_{2}CHO+2HCl}}}
Sin embargo, estos métodos no eran adecuados para la producción industrial o de laboratorio a causa de la rapidez con la que se polimeriza el cloroacetaldehído.
Por ello, se desarrollaron métodos de síntesis del cloroacetaldehído a partir del acetato de vinilo y por cloración del acetaldehído.

### Cloroacetaldehído anhidro
El cloroacetaldehído anhidro se obtiene a partir del hidrato mediante destilación azeotrópica con cloroformo, tolueno o tetraclorometano. El cloroacetaldehído anhidro se convierte de forma reversible en poliacetales. Para obtener cloroacetaldehído se pueden utilizar derivados del mismo menos reactivos o evitar completamente su formación como intermediario: por ejemplo, el cloroacetaldehído dimetilacetal (2-cloro-1,1-dimetoxietano) se hidroliza en condiciones ácidas para dar el cloroacetaldehído, que puede reaccionar rápidamente con otros reactivos en lugar de polimerizarse.

### Cloroacetaldehído hemihidrato
El hemihidrato se forma como se indica a continuación. Tiene un punto de fusión de 43-50 °C, punto de ebullición de 85,5 °C:

## Síntesis y reacciones
El cloroacetaldehído, también se puede preparar a partir de acetato de vinilo o mediante una cloración minuciosa del acetaldehído. El bromoacetaldehído se prepara por medio de la bromación del acetato de vinilo. También se forma rápidamente un acetal en presencia de alcoholes.

## Aplicación
Al ser bifuncional, el cloroacetaldehído es una sustancia muy versátil para la obtención de muchos compuestos heterocíclicos. Se condensa con derivados de tiourea para dar aminotiazoles. Esta reacción tuvo una gran importancia para la preparación del sulfatiazol, una de las primeras sulfamidas. Por otro lado, es un componente básico en la síntesis de los fármacos como la altizida, la politiazida, el brotizolam y el ciclotizolam.
El cloroacetaldehído se emplea en la síntesis del 2-aminotiazol. También se emplea para eliminar con mayor facilidad la corteza de los árboles.

## Toxicidad y seguridad
El cloroacetaldehído es corrosivo para las mucosas. Irrita los ojos, la piel y las vías respiratorias.
Según los datos recogidos en estudios realizados en humanos en 1962, las exposiciones a 45 ppm de cloroacetaldehído provocaron malestar e irritación conjuntival a los participantes. La Administración de Seguridad y Salud Ocupacional fijó un límite de exposición permitido (ocupacional) de 1 ppm (3 mg/m3) para la exposición a este compuesto.
Si se administra por vía gástrica, la DL50 es de 50 mg/kg en ratones y de 1,4 g/kg en conejos. Según un experimento con animales, una única inyección en el estómago de 10 g/kg en ratas blancas domésticas y perros no causa la muerte.